# Монастырь Велика-Ремета
Монастырь Велика-Ремета (серб. Манастир Велика Ремета) — мужской монастырь Сремской епархии Сербской православной церкви. Один из Фрушскогорских монастырей. Расположен в восточной части Фрушской Горы, в глубине леса; в территориально-административном смысле относится к общине Ириг.
Монастырь посвящён святому Димитрию, этому святому посвящена монастырская церковь. В монастыре также построены две часовни — во имя Иоанна Крестителя (XVIII век) и Успения Пресвятой Богородицы (1970 год).

## История
По народному преданию монастырь основал в начале XIV века король Стефан Драгутин. Первые надёжные сведения о нём относятся к 1543 году, а нынешний облик монастырь получил в 1771 году. Его семиэтажная колокольня, построенная в 1733—1735 годы, самая высокая в Фрушской Горе.
Монастырь много раз разрушался и восстанавливался за прошедшее время, а особенно пострадал от усташей во Второй мировой войне.